# マルソー級戦艦
| マルソー級戦艦         | マルソー級戦艦 |
| ---------------------- | --- |
| 竣工当時の「マルソー」 | |
| 艦級概観               | |
| 艦種                   | 戦艦 |
| 艦名                   | |
| 前級                   | オッシュ |
| 次級                   | ブレニュス |
| 性能諸元               | |
| 排水量                 | 常備：10,600トン |
| 全長                   | 104.0m |
| 水線長                 | 98.6m |
| 全幅                   | 20.2m |
| 吃水                   | 8.5m |
| 機関                   | 形式不明石炭専焼水管缶8基（ネプテューヌは14基） +直立二段膨張式レシプロ機関2基（ネプテューユとマジェンタは4基）2軸推進                                                            |
| 最大 出力              | 12,000shp |
| 最大 速力              | 16.0ノット |
| 航続 距離              | 10ノット/4.000海里 |
| 燃料                   | 石炭：740トン |
| 乗員                   | 643～660名 |
| 兵装                   | Model 1884 34cm（30口径）単装砲4基 Model 1884 14cm（30口径）単装ライフル砲16基 Model 1881 6.5cm（16口径）単装砲3～6基 オチキス4.7cm回転式機砲8～12基 45cm水中魚雷発射管単装3～5基 |
| 装甲（鉄製）           | 舷側装甲：230～450mm 甲板：80mm バーベット：450mm 艦橋：150mm |

マルソー級戦艦（cuirassé - classe Marceau）は、フランス海軍の前弩級戦艦の艦級で3隻が就役した。

## 概要
本級はフランス海軍が自国の沿岸防御のために建造されたクラスである。

## 艦形

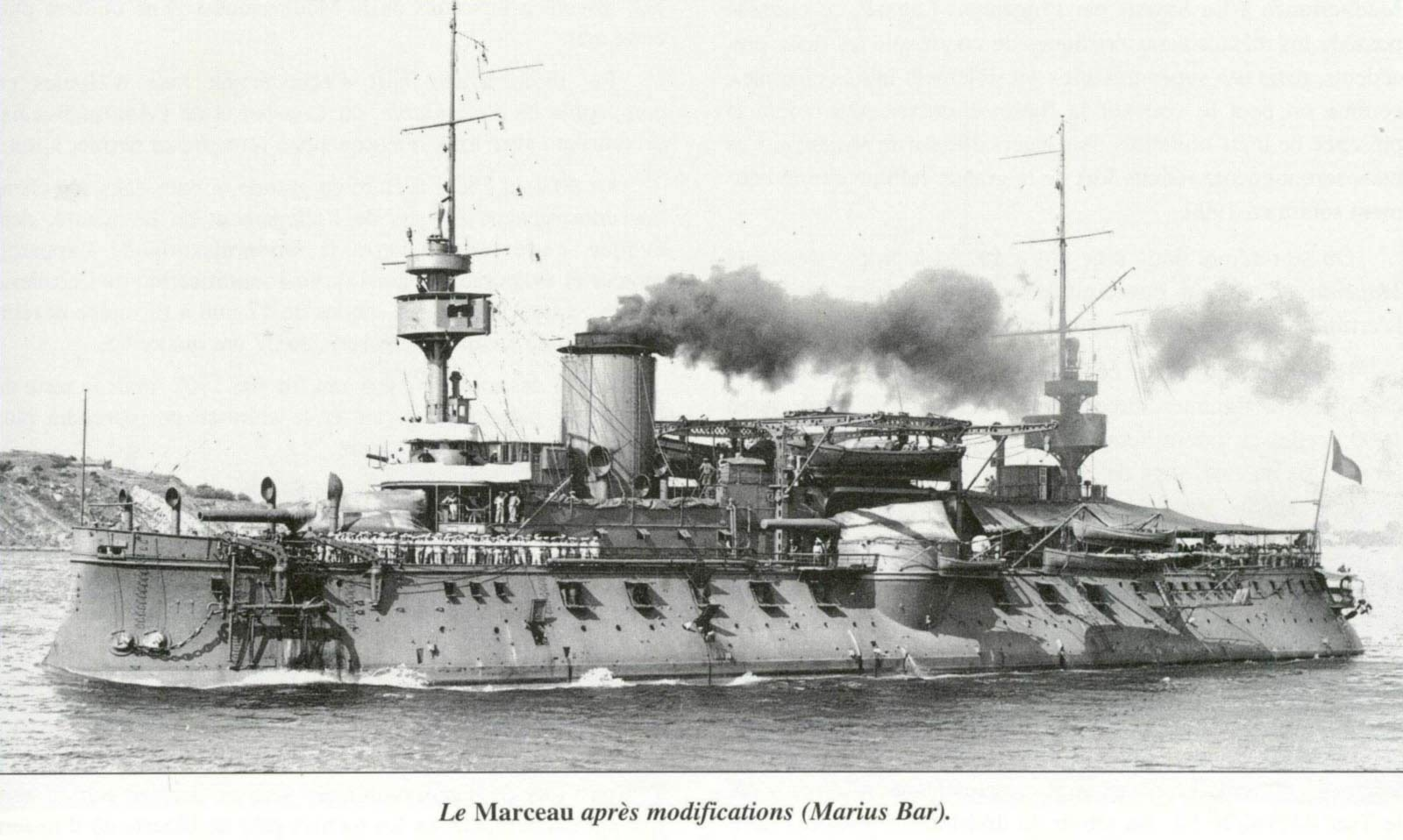
写真は第一次大戦時のマルソー。主砲は一見、砲塔に見えるが基部をキャンバスで覆っただけである。

本級の船体形状は前級に引き続きタンブル･ホーム型の平甲板型船体を採用しており、大西洋での作戦時での凌波性を向上させるために乾舷を高く取られている。艦首水面下に衝角（ラム）のついた艦首から主砲の「Model 1884 34cm（30口径）ライフル砲」を単装式の露砲塔で1基が配置された。その主砲の上にオーバー･ハングするように操舵艦橋が設けられ、背後には三段の見張り所を持つ前部ミリタリー・マストが1基立てられた。船体中央部の1本煙突の周囲は艦載艇置き場となっており、舷側甲板上に片舷1基ずつ配置された34cm砲からの爆風から艦載艇を守るために爆風避けの覆いが設けられている。脆弱な艦載艇を守るための工夫は後の時代に設けられており日本海軍の「伊勢型」にも同じ工夫が見られる。
この覆いを避けるために艦載艇は煙突の左右に1基ずつ設けられたガントリー式クレーンにより運用された。艦載艇置き場の後に前部と同じ様式の後部ミリタリー･マストが1基が立てられ、後部甲板上に34cm砲が後向きに1基が配置された。船体の舷側には副砲の「Model 1884 14cm（30口径）単装砲」がケースメイト（砲郭）内に単装砲架で片舷8基ずつ計16基が配置された。この武装配置により前後方向に最大で34cm砲3門、左右方向に最大で34cm砲3門、14cm砲8門が指向できた。

## 同型艦

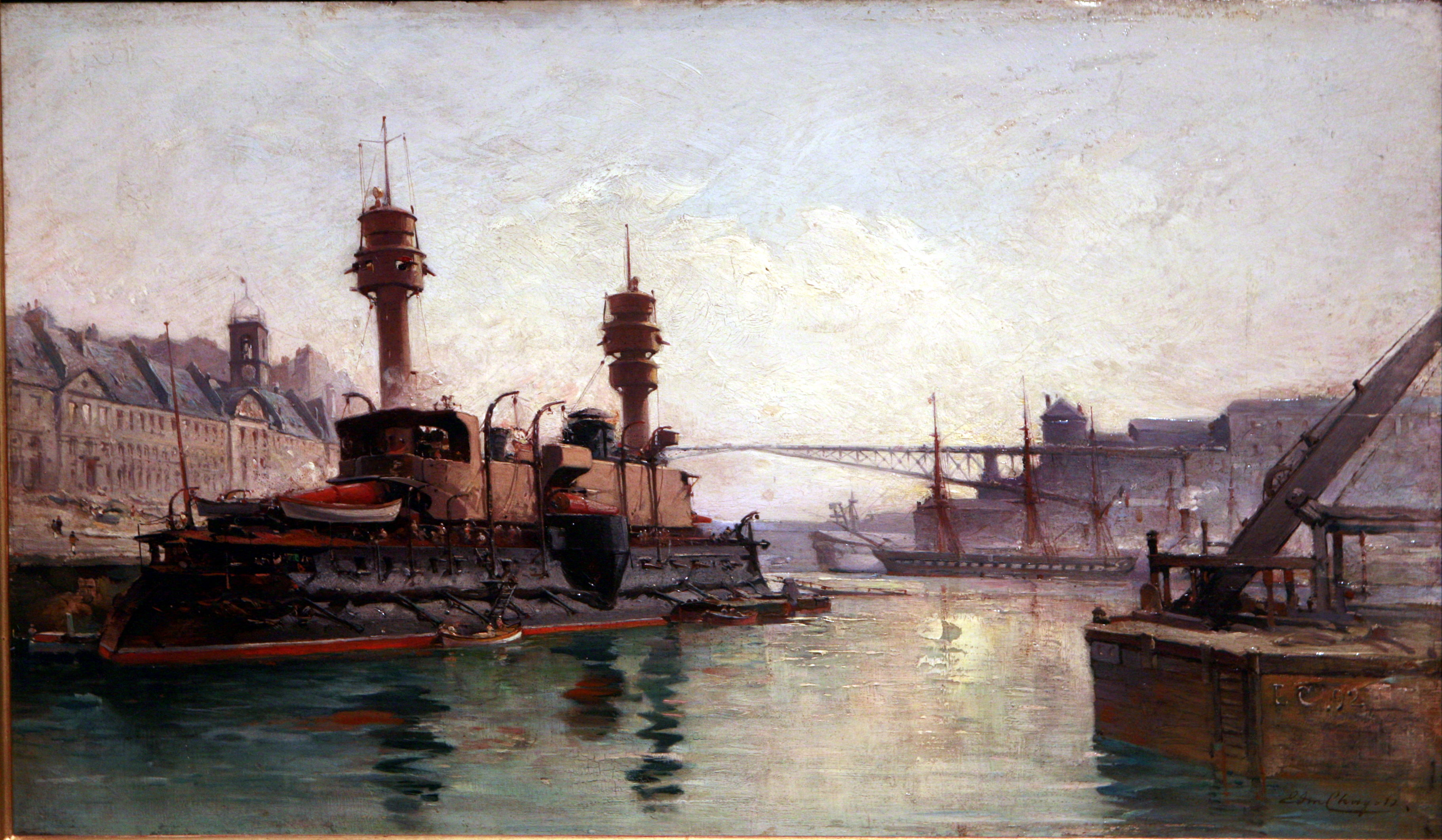
ネプチューンを描いた絵画

- マルソー (Marceau)

ラ・セーヌ造船所にて1882年1月起工、1887年5月24日進水、1891年3月14日竣工。1901年近代化改装実施。1920年除籍後解体処分。
- ネプチューヌ (Neptune)

ブレスト造船所にて1882年2月起工、1887年5月7日進水、1892年12月22日竣工。1908年除籍後解体処分。
- マジェンタ (Magenta)

トゥーロン造船所にて1883年1月起工、1890年4月19日進水、1893年6月20日竣工。1909年除籍後解体処分。
- ※4隻目は設計変更されて「ブレニュス」となる。

## 参考図書
- 「世界の艦船 増刊第38集　フランス戦艦史」（海人社）